# Dracaena afromontana
Dracaena afromontana là một loài thực vật có hoa trong họ Măng tây. Loài này được Mildbr. mô tả khoa học đầu tiên năm 1910.